# Veias ileais
As veias ileais são tributárias da veia mesentérica superior.